# Artweaver
Artweaver és un programa freeware d'edició d'imatges per a Windows creat i desenvolupat per Boris Eyrich, principalment orientat a artistes professionals i amateur acostumats a treballar amb programes comercials com Adobe Photoshop i molt especialment Corel Painter. Com aquest últim, Artweaver és capaç d'imitar un ample ventall de materials tradicionals de dibuix i pintura (com pintura a l'oli i acrílica, pastel, llapis, aerògrafs, etc.) per a crear imatges artístiques de gran qualitat i aspecte real. També ofereix altres característiques avançades com transparència i suport multicapa, diversos filtres d'efectes, capacitat per a importar i exportar arxius en els formats més comuns com BMP, GIF, JPEG, PCX, TGA, TIFF, PNG, PSD i el seu propi, AWD; eines típiques que permeten crear gradients, retallar, omplir i seleccionar, i possibilitat d'emprar una tauleta gràfica digitalitzadora en lloc del clàssic ratolí per a una major sensació de realitat.
Artweaver també pot ésser executat en GNU/Linux i altres sistemes operatius basats en Unix emprant el Wine.
A partir de la versió 1.0, que sortí al mercat el 30 de setembre de 2009, el programa s'ofereix en dues versions diferents: una que es pot descarregar gratuïtament ("Free version") i una altra de pagament ("Artweaver Plus"), que es pot obtenir per 25 dòlars i ofereix opcions avançades com compatibilitat amb filtres de Photoshop i una major mida màxima de les imatges, entre d'altres.
No obstant això, la divisió en dues versions diferents ha comportat un canvi important en les condicions d'ús de la versió gratuïta, ja que ara no pot ésser emprada amb finalitats comercials.